# Eleições diretas do Partido Social Democrata (Portugal) de 2010
As eleições diretas do Partido Social Democrata em 2010 ocorerram em Portugal e serviram para determinar quem seria o Presidente do Partido Social Democrata no mandato 2010-2012. O vencedor foi Pedro Passos Coelho, que derrotou Paulo Rangel.
Estas eleições decidiram o sucessor de Manuel Ferreira Leite, que havia perdido as eleições legislativas de 2009 contra o Primeiro Ministro Socialista José Sócrates.
Passos Coelho venceu as eleições diretas com mais de 60% dos votos, derrotando Paulo Rangel, Aguiar Branco e Castanheira Barros.

## Candidatos

#### Candidatos declarados
| Nome                          | Nascimento | Histórico político |
| ----------------------------- | ---------- | --- |
| Pedro Passos Coelho (45)      |            | Presidente da Juventude Social Democrata (1990-1999) Deputado pelo Distrito de Vila Real (1991-1999)                      |
| Paulo Rangel (42)             |            | Eurodeputado (desde 2009) Líder do Grupo Parlamentar do PSD (2008-2009) Deputado pelo Distrito do Porto (2005-2009)       |
| José Pedro Aguiar-Branco (55) |            | Ministro da Justiça (2004-2005) Líder do Grupo Parlamentar do PSD (2009-2010) Deputado pelo Distrito do Porto (2005-2019) |
| Jorge Castanheira Barros      |            | Advogado |